# Генуэзские колонии
Генуэзские колонии — заморские владения Генуэзской республики (или просто «Генуи»), которые она использовала как торговые пункты, всё это иногда называлось Генуэзской Империей либо (в части бывших владений Византии) Генуэзской Романией.

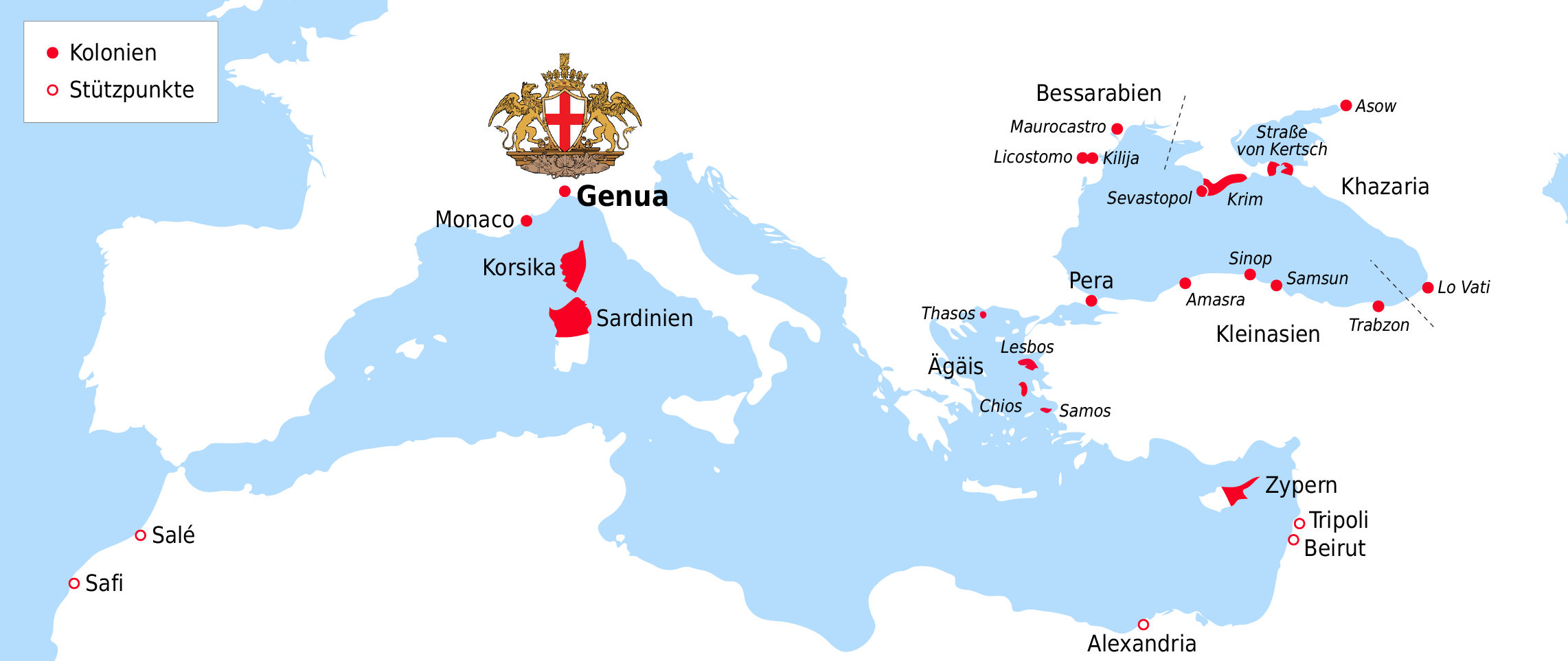
Колонии и опорные пункты Генуи

## Владения Генуи
Значение Генуи, как и других североитальянских торговых республик проистекало не только из участия в иберийских заокеанских кампаниях, но и из собственной колониальной деятельности, особенно активной в период Высокого Средневековья.
В этот период формируется система колоний североитальянских торговых республик, охватывающая многие города от Атлантического побережья Магриба на Западе до Палестины, Таны и абхазского Сабастополиса на Востоке. Укреплению республик немало поспособствовали Крестовые походы, транспортное обеспечение которых организовывали Генуя и её могущественные конкуренты Пиза и Венеция. Генуэзцы получали от крестоносных правителей Палестины земли, а иногда деревни или небольшие города.
У Генуэзской республики, помимо столичной области в Лигурии, было множество заморских владений (которые она использовала как торговые пункты, располагавшиеся по берегам и на островах Средиземного, Мраморного, Чёрного и Азовского морей). В XVI — начале XVII вв. Генуя владела также центральноамериканской колонией (концессией) в Панаме.

### Средиземное море / Лигурида
Основной ввоз — специи из стран Востока, рабы и плоды земледелия из Газарии, золото с западноафриканского побережья.
- Сардиния, островная территория современной Италии
  - Альгеро (Algero) — 1016—1353

В средние века Сардиния попадала под власть маврского эмирата, существовавшего на Иберийском полуострове.
В XI веке Генуя объединила усилия с Пизой против этого общего врага, закрепившегося так близко к акватории их «домашнего» Лигурийского моря.
В 1016 году по призыву папы Бенедикта VIII генуэзско-пизанский флот в количестве более чем 300 кораблей разгромил мусульман у Кальяри.
Завоеванная Сардиния была разделена союзниками пополам, но впоследствии границы перекраивались из-за соперничества различных владетельных родов (генуэзских — Дориа, Маласпина и Спинола и пизанских — Висконти и Герардеска).
Из-за интриг пизанцев у Генуи остались только Торрес и часть Арбореи, то есть северо-запад острова.
В 1284 году Пиза была разгромлена в морской битве при Мелории.
Но Генуя могла наслаждаться своей победой только до 1297 года, когда папа Бонифаций VIII провозгласил короля Арагона (Хайме II) правителем Сардинии.
Однако город Альгеро с округой, бывший изначальной колонией Генуи, удерживался генуэзцами до 1353 года, пока не был завоеван адмиралом Бернатом де Кабрерой и заселен (с 1372 года) выходцами с Балеарских островов, из Каталонии и Валенсии.
- Корсика, островная территория современной Франции

Корсика, которая располагается в Лигурийском море ещё ближе к Генуе, чем Сардиния, с 1077 года стала по приговору папы Урбана II колонией Пизы. Однако со времён папы Иннокентия III, передавшего половину острова Генуе, и до самого разгрома Пизы как морской державы в 1284 году Генуя не прекращала борьбу с Пизой за остров. Генуя полностью овладела Корсикой к 1300 году, несмотря на то, что папа Бонифаций VIII провозгласил в 1297 году создание «королевства Корсика и Сардиния», передаваемое в дар королю Хайме II Арагонскому. Генуэзцы воспротивились этому и, в конечном итоге, смогли победить в 1447 году, так что Генуя властвовала на острове до 1768 года (с 1453 года — опосредованно через банк Святого Георгия, по решению которого была восстановлена Торрегьяна  итал. Torregiana — цепь береговых дозорно-оборонительных башен для защиты Корсики от пиратских нападений).
В 1755 году после восстания корсиканцев под руководством Паскаля Паоли, остров стал практически независимым, поэтому в 1768 году Генуя продала свои права на остров Франции.
- Монако, территория ныне суверенного одноимённого государства, вклиненного в лигурийское побережье современной Франции
- Тосканский архипелаг, островные территории современной Италии
  - Горгона
  - Капрая

### Средиземное море / Эгеида
- Островные территории современной Греции
  - Лесбос
  - Хиос
  - Самос
  - Тасос (Taso/Tasso) — 1307—1449[3]

### Мраморное море / Босфор
Основной вывоз — рабы из Газарии, точка пересылки в страны Средиземноморья.
- Территория современной Турции
  - Пера, Галата (Pera) — 1273—1453 — теперь Бейоглу, район Стамбула.
  - Йорос (Yoros) — 1348—1475 — ильче Бейкоз, ил Стамбул.

### Чёрное море
Основной вывоз — рабы из Газарии, плоды земледелия (хлеб); их сбыт — частично в государства Западной Европы, Ближнего Востока и Северной Африки (через Перу), частично — в Южное Причерноморье (Конийский султанат и позже Османскую империю). Ввоз — европейские ткани (сукна из Италии и Германии), ремесленные товары, медные и железные изделия, предметы роскоши, золото, серебро и драгоценные камни, соль.
Генуя соперничала с Венецией не только в работорговле, но и в перепродаже товаров, пришедших с Востока по Великому Шёлковому пути через посредство арабских и других восточных купцов.
Ряд факторий в Причерноморье изначально были основаны не генуэзцами, а венецианцами, но в соперничестве итальянских торговых республик на Чёрном море в XIII—XV веках хозяйкой черноморских поселений, как правило, оказывалась Генуя, тогда как восточное Средиземноморье в основном оставалось за Венецией. После 1261 года генуэзцам удалось упрочить свои позиции в Черноморье в качестве возмещения утерянных позиций на Святой Земле, которые пришлось уступить венецианцам в ходе войны святого Саввы (изгнание венецианцев из Константинополя в 1261 году в отместку за изгнание генуэзцев из Акры в 1258 году, см. ниже).
Вершиной генуэзской дипломатии явился Нимфейский договор 1261 года — соглашение, заключённое в городе Нимфей между греками, представителями Никейской империи, и Генуэзской республикой. За помощь в отвоевании Константинополя у Латинской империи (созданной с помощью венецианцев), т.е., по сути, за помощь в восстановлении Византии, генуэзцам предоставлялись широчайшие торговые привилегии в Черноморье. Часть венецианского квартала города передали генуэзцам, и их колония быстро расширялась. Несколько лет спустя к ней прибавился весь район Галаты.
В 1265 году Михаил VIII, опасаясь чрезмерного усиления Генуи, вернул венецианцам часть прав, разрешив их кораблям доступ в Чёрное море.

#### Бессарабия
Территория современной Одесской области:
- Побережье Одесского залива
  - Джинестра (Ginestra) — Одесса-Лузановка
- Устье Днестра
  - Самастро (Samastro) / Монкастро (Moncastro) — Белгород-Днестровский
- Устье Дуная
  - Ликостомо (Licostomo) — Килия[6]

#### Крым
- Каффа (Caffa) — Феодосия
- Чембало (Cembalo) — Балаклава
- Солдайя (Soldaia) — Судак
- Воспоро (Vosporo) — Керчь
- Сарсона (Херсонес Таврический)[7]

Красным выделены генуэзские владения в Крыму

- Капитанство Готия (Capitanatu Gottie)[8]
  - Грузуи[7] (Consulatus Gorzoni) — Гурзуф
  - Партенит (Consulatus Pertinice)
  - Ялта (Consulatus Jalite)
  - Алушта (Consulatus Lusce)

#### Азовское море
- Тана[9] (Tana) — Азов

#### Восточное побережье Чёрного моря
- Территория современного Краснодарского края
  - Матрега (Matrega) — Тмутаракань, современная станица Тамань
  - Копа (Copa), Ло-Копа (Копария) — современный город Славянск-на-Кубани
  - Мапа (Mapa) — Анапа
  - Бата (Bata) — Новороссийск
  - Мавролако (Mavrolaco) — Геленджик
  - Касто (Casto) — Хоста
  - Лияш (Layso) — Адлер
- Территория современной Абхазии/Грузии
  - Абхазия (Abcasia) — Цандрыпш
  - Какари (Chacari) — Гагра
  - Санта-София (Santa Sophia) — Алахадзы
  - Песонка (Pesonqa) — Пицунда
  - Каво-ди-Буксо (Cavo di Buxo) — Гудаута
  - Никопсия (Niocoxia) — Новый Афон
  - Себастополис (Sebastopolis) — Сухум
- Территория современной Аджарии
  - Lo Vati — Батуми

#### Южное побережье Чёрного моря / Полуостров Малая Азия (северный берег)
- Территория современной Турции
  - Амастрия (Samastris) — 1261—1402/1460 — Амасра
  - Симиссо (Simisso) — 1261—1402/61 — Самсун
  - Пендераклия (Penderachia) — до 1360 — Гераклея Понтийская (ныне район Акчакоджа, в прибрежной части города Эрегли)[10]
  - Требизонда (Trebisonda) — Трапезунд[11]
    - Дальсана[2] — 1314—1344
    - Леонтокастрон[9] — до 1313; 1349—1461

  - Фактория в Синопе

### Средиземное море — Полуостров Малая Азия (южный берег) / Ближний Восток
Основной ввоз — рабы из Газарии (сакалиба); сбыт в страны Ближнего Востока и Египет через посредство арабских и других восточных купцов. Покупка у последних и вывоз следующих товаров, пришедших с Востока по Великому Шелковому пути: пряности, драгоценные камни, шелка, благовония, сандаловое дерево, жемчуг, лекарственные товары.
Присутствие генуэзцев в Святой земле было очень важным для крестовых походов, и их следует рассматривать как силы, связанные с крестоносцами. В период с 1097 г. по 1104 г. Генуя направила в Святую землю пять флотов. Военные действия генуэзцев на Востоке были вознаграждены привилегиями в коммерческой сфере.
В 1257 году в ходе войны святого Саввы генуэзцы уступили значительную часть своих завоеваний в регионе венецианцам (упрочив взамен свои позиции в черноморском бассейне после 1261 года, см. выше).
В качестве дополнительного поставщика рабов в регионе выступала армянская Киликия. В 1288 году Генуя заключила договор с королём Левоном III, согласно которому Киликия обязалась поставлять генуэзцам живой товар.
Под ударами мамлюкского султаната Египта генуэзцы неизбежно теряют остатки своего влияния (сохранявшиеся при господстве венцианцев) на восточносредиземноморском побережье: в государствах крестоносцев — после их падения в конце XIII века; в армянской Киликии — после её захвата мамлюкским Египтом в конце XIV века.
Последние владения западноевропейцев на Кипре (где генуэзцы были по-прежнему представлены, несмотря на торговое господство венецианцев) Османская империя отберёт лишь в конце XVI века (см. Кипрская война).
- Территория современной Турции
  - Эгея / Айас (Ajazzo, с инициалом определённого артикля Lajazzo; Киликийское армянское государство) — 1268—1347 — ныне Юмурталык
  - Портус-Палорум[англ.] (Киликийское армянское государство, устье Джейхана лат. Pyramus)
- Территория современных Греции / Турции (спорная)
  - Кипр (Кипрское королевство) — 1195—1489
    - Фамагуста (Famagusta) — 1373—1474

Кипро-генуэзская война, завершившаяся в 1374 году, привела к отторжению от Кипрского королевства его главного торгового порта — г. Фамагуста, приносившего основную часть поступлений в казну, и наложение огромной контрибуции, поставившей королевство на грань банкротства, привело к тому, что Кипр попал в непреодолимую финансовую зависимость в первую очередь от Генуи (хотя по-прежнему были представлены и венецианцы, которые возьмут верх после 1489 г., см. Венецианский Кипр).
- Территория современной Сирии
  - Антиохия (Antiochia; княжество Антиохии) — 1098—1268
- Территория современного Ливана
  - Триполи (Tripoli; графство Триполи) — 1105—1289
    - Библ — 1105—1266

  - Бейрут (Beirut; Иерусалимское королевство) — 1099—1289
- Территория современного Израиля
  - Акра (S. Giovanni d’Acri; Иерусалимское королевство) — 1099—1257
  - Яффа (Giaffa; Иерусалимское королевство) — 1099—1257

### Средиземное море — Африка / Магриб
Основной ввоз — рабы из Газарии (сакалиба)
- Территория современного Туниса
  - остров Табарка — 1540—1742

### Атлантика — Африка / Магриб
В 1252 году Генуя и Флоренция начали чеканить почти одинаковую золотую монету — дженовино, весом 3,6 гр. (в Генуе чуть позднее её назвали дукатом, во Флоренции — флорином). В 1284 году золотые монеты появились в Венеции. В то время единственным поставщиком золота как для европейцев, так и для арабов был запад Африки. Его месторождения располагались между рекой Сенегал на севере и рекой Тинкиссо, притоком Нигера, на юге.
Если генуэзская торговля пряностями полностью обеспечивалась поставками арабских посредников, работорговля — поставками крымских и других черноморских колоний генуэзцев, то возросшая потребность в золоте для монетных дворов подтолкнула генуэзцев к основанию своих крепостей на западноафриканском побережье.
В 1162 году генуэзцы основали укрепления на африканском побережье в Сале, к юго-западу от Гибралтарского пролива.
В 1253 году основан Сафи, расположенный южнее на марокканском атлантическом побережье.
- Территория современного Марокко
  - Сале
  - Сафи

### Новый Свет
- Территория современной Панамы

Примерно с 1520 года генуэзцы как младшие союзники Испанской империи получили в концессию порт Панамы (ныне остатки сооружений в Панама-Вьехо — исп. Panamá Viejo, «Старая Панама» в исторической части столицы одноимённого государства), первое постоянное поселение европейцев на тихоокеанском побережье Америки после её открытия. Порт был отправной точкой для экспедиций испанцев в Перу и перевалочной — для вывоза в Испанию добытого в Южной Америке золота и серебра. Считается, что генуэзцы использовали тихоокеанский порт для торговли чернокожими рабами, что продолжалось вплоть до разрушения старого города в ходе набега пирата Генри Моргана в 1671 году.